# 仲村彩純
仲村 彩純（なかむら あすみ、1996年（平成8年）9月16日 - ）は、千葉県出身の女性ファッションモデル。活動当時はライジングプロダクションに所属していた。

## 略歴
2008年（平成20年）12月、ナルミヤ・インターナショナル主催のシンデレラオーディションで2008年度最優秀グランプリを受賞し、芸能界デビュー。ライジングプロダクションの前身であるヴィジョンファクトリーに所属し、ナルミヤのイメージモデルとして雑誌やカタログなどを中心に活動する。
2009年（平成21年）、ヴィジョンファクトリーの新人プロジェクトNEXT GENERATIONのメンバーになる。同年9月14日、メンバー共用ブログの執筆を開始する。
2010年（平成22年）、徳間書店『ラブベリー』の専属モデルとなり、同年2月号から掲載。同年1月31日と3月28日には、同誌の専属モデルたちが出演していた女子中学生向けの番組『ネクストプリンセス』にゲスト出演する。
『ラブベリー』2010年10月号で初めて表紙を飾った。この号の裏表紙は仲村がモデルを務めるDAISY LOVERSの広告であったため、表紙・裏表紙の両面に写真掲載される形となった。
2013年（平成25年）5月、学業と部活動に専念するために芸能活動を一時休止。

## 人物
学校では吹奏楽部に所属し、クラリネットを担当。また、ピアノも長い間習っていた。
犬と金魚を飼っている。兄が1人いる。

## モデル活動

### 雑誌
- ラブベリー 2010年2月号 - 2012年3月号（徳間書店） - 専属モデル

### カタログ
- DAISY LOVERS
  - 2009 AUTUMN & WINTER カタログ
  - 2010 AUTUMN & WINTER COLLECTION カタログ
- BLUE CROSS GIRLS
  - 2010 AUTUMN&WINTER COLLECTION カタログ

## 出演

### テレビドラマ
- GTO正月スペシャル！ 冬休みも熱血授業だ（2013年1月2日、フジテレビ）